# Кунгурский судостроительный завод
Кунгу́рский судостроительный завод основан в 1858 году П. В. Гаксом и Г. И. Гуллетом на берегу реки Шаквы.
Ежегодно предприятие выпускало по четыре парохода с железными и деревянными корпусами. Преимущественно это были буксирные суда с двигателями 80-100 лошадиных сил и небольшое число пассажирских пароходов.
Первоначально инженерными работами руководил Гакс, а впоследствии англичанин Роберт Вардроппер и бельгиец Пирсон, имевший опыт работы на Сормовских заводах.
В 1867 году по заказу братьев Каменских было построено однопалубное грузопассажирское судно «Василий». Сотрудничество Каменских с заводом было продолжено, за следующие годы было построено несколько пассажирских пароходов, в том числе «Отец» и «Сын».
Впоследствии завод перешёл к кунгурскому купцу Г. К. Кузнецову, техническим руководителем стал Александр Васильевич Коломенский. После смерти Кузнецова наследники его не смогли сохранить завод и в 1886 году он был закрыт.
Всего заводом было построено около 70 пароходов и свыше 100 котлов.